# Алкилсулфонат
Алкил сулфонати су естри алкан-сулфонских киселина са општом формулом R-SO2-O-R'. Они дељују као алкилациони агенси. Неки од њих се користе као алкилирајући антинеопластична лекови у треатман канцера, нпр. Бусулфан.